# 公子赫
公子赫（?—?），中国战国时期魏国的王子。
前342年，魏惠王的太子申率領龐涓进攻齐国，是為馬陵之戰，太子申被孫臏俘杀，第二年，魏国以公子赫为太子。
《战国策·魏策二》有公子理，门客劝他向父王阻止太子申出征，太子申成功他可以邀名，失败就可以继任太子。前336年，魏太子鸣作为政治人质到齐国，太子鸣、公子理和公子赫可能是同一人。最后继承魏惠王王位的是公子嗣（魏襄王）。
《孟子·梁惠王上》：“及寡人之身，東敗於齊，長子死焉。”：長子即公子赫。